# P過程
p過程（pかてい、英: p-process） は、恒星核崩壊を伴う超新星爆発の際起きる元素合成（超新星元素合成）のうち、陽子の多い鉄より重い重元素が生成される過程である。

## 歴史
p過程が1957年の有名なB2FH論文 で提案されたとき、その過程の物理は解明されていなかった。著者たちは鉄より重い核は、一般的に中性子に富み、s過程やr過程によってつくられ、いずれも中性子捕獲による中性子に富む核を作る過程であると考えていた。しかしながら、s過程やr過程では作られない陽子に富む核が観測された（例えば {\displaystyle {}^{190}}Pt or {\displaystyle {}^{168}}Yb）。この単純な観測結果は何らかの陽子に富む重元素の形成過程が存在することを示唆しており、それを陽子 (proton) 過程もしくはp過程と短く呼ぶことにした。面白いことに、これは名前をみたときに考えるように実際には陽子捕獲とは関係なく、陽子捕獲が本当にかかわるrp過程と混同してはならない。rp過程をp過程と混同されることがある。

## 核物理
原子核を考えたときに、陽子対中性子比を上げるには二つの方法がある— 陽子を加えるか、中性子を外すかである。rp過程は陽子を追加する過程である。p過程は光崩壊過程であり、ガンマ線つまり高エネルギーの光子が原子核に当たって起きる過程である。これが、p過程がしばしばガンマ過程と呼ばれる理由である。核図表をみると、水素からカルシウム（質量数1〜40）までは安定同位体の陽子と中性子の数は大体おなじぐらいである。しかしながら、それより重い安定同位体ではクーロンの法則による反発力により一つ以上は中性子が多くある必要がある。p過程は、核子が100以上の核種合成のいくつかを担っており、それが重く安定した核種から始まれば、中性子を弾き飛ばすことで陽子対中性子比は大きくなることになる。これが起きる二つの重要な核反応がある。中性子光崩壊(γ,n) と、アルファ粒子光崩壊(γ,α)である。

## 宇宙物理学と存在比
恒星核崩壊を伴うII型超新星に於いては温度は2×109 〜 3×109 Kに達する。黒体放射により、s過程やr過程によって作られた種核種を崩壊させるに足る光子に満ちた環境が作られる。この環境下で、質量数100を越える陽子の多い核種のいくつかが光崩壊によって作られると考えられている。近年では、中性子星の融合（二重星の二つの中性子星の衝突）で同様の条件が作られ、それもp過程核種の生成の役割を担っていると考えられているが、観測では確かめられていない。p過程は他の過程で作られた重元素からいくつかの中性子やアルファ粒子を叩き出す短い時間の過程に過ぎないため、p過程核種の存在比はその周辺にある同位体や、同中性子体よりも少ない。p過程は、s過程・r過程・rp過程で作られる元素に加わることもあるが、その度合は非常に小さい。